# Tobias Stourdzé Visconti
Tobias Stourdzé Visconti (Rio de Janeiro, 1947) é engenheiro aposentado do Departamento Nacional de Estradas de Rodagem – DNER. 
Neto do pintor e designer Eliseu Visconti, criou em 2004 o Projeto Eliseu Visconti, com o objetivo de preservar e divulgar a memória da vida e da obra do artista, além de responsabilizar-se pela guarda e organização de todo acervo documental sobre sua obra. Iniciou o Projeto idealizando e elaborando o site oficial de Eliseu Visconti, lançado em 2005, sendo atualmente responsável por sua manutenção.
Atuou como consultor e curador de diversas exposições sobre a obra de Visconti, realizadas entre 2007 e 2016. Organizou a elaboração do livro intitulado “Eliseu Visconti – A arte em movimento”, lançado em 2012. No livro, é de sua autoria a biografia de Eliseu Visconti e o texto sobre as obras do artista no Theatro Municipal do Rio de Janeiro. 
Idealizou, projetou e coordenou a elaboração do Catálogo raisonné de Eliseu Visconti, lançado on-line em 2018, sendo o responsável por sua constante atualização.
É presidente da Associação Cultural Eliseu Visconti, constituída em 2008 para representar como pessoa jurídica as atividades do Projeto Eliseu Visconti.
Desde 2008 coordena as reuniões da Comissão de Autenticação das Obras de Eliseu Visconti, criada para análise e autenticação das obras do artista. 
Em 2018 recebeu homenagem do Museu Nacional de Belas Artes, que lhe conferiu o premio Diploma Quirino Campofiorito, por sua relevante contribuição à arte, ao patrimônio e à cultura brasileira.